# Neue Galerie New York

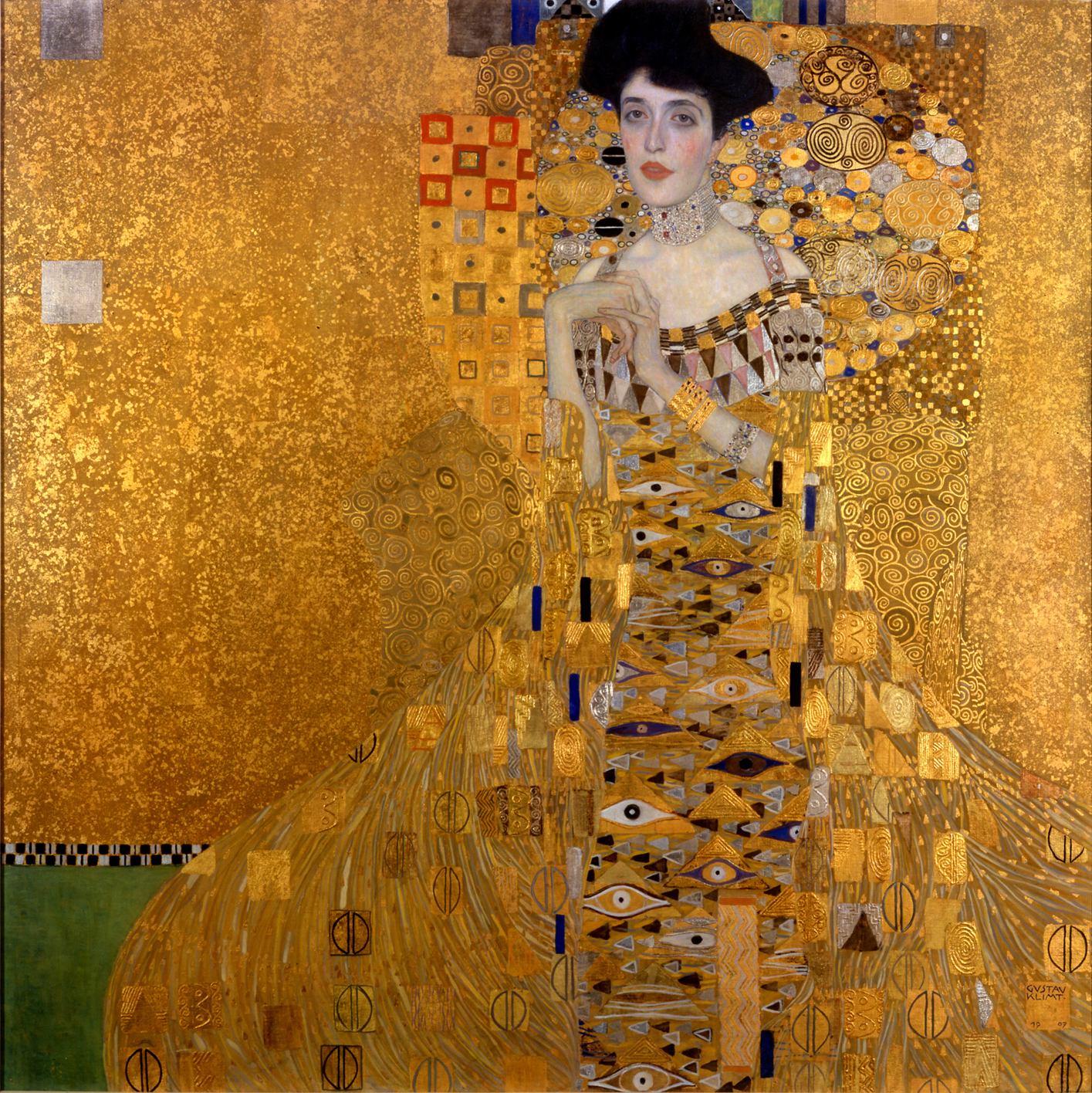
Înainte să ajungă aici în 2006, Primul portret al Adelei Bloch Bauer pictat de Gustav Klimt a fost expus în Galeria Austriacă Belvedere

Neue Galerie New York (în traducere în română din germană: Galerie Nouă) este un muzeu de artă germană și austriacă de la începutul secolului al XX-lea ce se află în Casa William Starr Miller din Manhattan, New York.

## Legături externe
- Neue Galerie official website
- Audiointerview with Scott Gutterman, deputy director of the Neue Galerie Arhivat în 10 februarie 2009, la Wayback Machine.
- Neue Galerie Architecture & History Arhivat în 25 martie 2016, la Wayback Machine.